# Gary Haslam
Gary Haslam est un pilote britannique né le 29 juin 1969 à Heanor dans le Derbyshire. Il n'a couru en mondial que lors du Grand prix de Grande Bretagne 2000 en 250 cm3 et a marqué 2 points. Gary Haslam est le neveu de Ron Haslam et le cousin de Leon Haslam.

## Biographie
Gary Haslam est né dans une famille de motards. En effet son père et ses oncles Ron et Phil sont pilotes moto. Son père Terry est lui-même l'un des meilleurs pilotes anglais. Mais en 1984, alors qu'il a 15 ans, son père Terry se tue dans un accident en course. Il décide de continuer, aidé par son oncle Ron. Devenant un acteur du championnat britannique de 250 cm3. Il est invité en 2000 à participer à son Grand prix national où il côtoie son cousin Leon qui court en 125 cm3. Il marque 2 points en terminant 14e mais ne refera plus d'apparition en mondial. Depuis il épaule son oncle Ron dans son école de pilotage en tant qu'instructeur. Il court encore en endurance pour le plaisir.

## Palmarès
- Mondial : 14e du Grand prix de Grande-Bretagne 2000.